# Булгунняхтах (река, остров Большой Бегичев)
Булгунняхтах — река в России на острове Большой Бегичев, острове расположенном у выхода из Хатангского залива в юго-западной части моря Лаптевых. Длина Булгунняхтах — 35 км. Впадает в Пролив Восточный, а далее в Море Лаптевых.

## Данные водного реестра
По данным государственного водного реестра России река относится к Ленскому бассейновому округу. Речной бассейн — Анабар. Водохозяйственный участок — остров Большой Бегичев, входящий в состав островов моря Лаптевых в пределах внутренних морских вод и территориального моря РФ.
Код водного объекта 18010010012117600064694.